# Skadla
Skadla – wieś w Polsce położona w województwie świętokrzyskim, w powiecie buskim, w gminie Gnojno.
| SIMC    | Nazwa  | Rodzaj     |
| ------- | ------ | ---------- |
| 0238581 | Grabie | przysiółek |

W latach 1975–1998 miejscowość administracyjnie należała do województwa kieleckiego.
W miejscowości znajduje się parafialny kościół polskokatolicki pw. Matki Bożej Nieustającej Pomocy.